# Laguna Verde (pueblo)
Laguna Verde es un pueblo perteneciente a la comuna de Valparaíso, región homónima, Chile. Tiene una población de 3.686 habitantes.

## Toponimia
La denominación Laguna Verde proviene de las primeras exploraciones españolas realizadas desde Valparaíso en el siglo XVI, en las cuales observaron desde lo alto de los cerros la desembocadura del estero El Sauce como una gran laguna rodeada de vegetación.

## Antecedentes
La instalación en 1939 de una central termoeléctrica en las cercanías produjo el poblamiento de la localidad. Los primeros habitantes fueron trabajadores de la empresa, que vivían en las cercanías del estero El Sauce. Esta central funcionó a carbón durante décadas, ocasionando graves problemas de contaminación que se mantienen hasta la actualidad, a pesar de que fue convertida para trabajar mediante diésel.
En 1952 son fijados los límites urbanos de la ciudad de Valparaíso, siendo anexado el pueblo de Laguna Verde. A partir de 1980, con la aprobación de la ley n.º 3.516 que estableció normas sobre la división de predios rústicos y permitió habitar en estos más allá de los límites urbanos, se produjo un crecimiento poblacional hacia partes altas como Curaumilla y Punta Curaumilla, estableciéndose así el uso residencial en zonas forestales.
Actualmente el poblado se divide en dos zonas:
- El área urbana, emplazada en la parte baja en torno a la desembocadura del estero El Sauce y la playa, caracterizada por las viviendas construidas para los trabajadores de la central termoeléctrica y otras en sitios aislados.
- Laguna Verde Alto, caracterizada por viviendas insertadas en zonas forestales construidas a partir de subdivisiones informales asociadas a cesiones de derecho de propiedad, por lo que la edificación irregular sin planificación territorial es común.

## Sismicidad
Es una zona activa en cuanto a sismicidad, siendo prueba de ello el terremoto que tuvo una magnitud de 8.0 MW y dejó casi un millón de damnificados ocurrido el 3 de marzo de 1985 en las costas frente a la localidad.
Además, a raíz de que gran parte del pueblo está edificado bajo la cota 30, está expuesto a tsunamis e inundaciones.

## Geografía
El poblado se ubica en una terraza fluvial generada en la subcuenca del estero El Sauce, la cual corta la proyección de los acantilados provenientes de Playa Ancha, dando paso a la formación de la bahía, la cual está rodeada por un cordón montañoso litoral que desemboca en quebradas y laderas que forman acantilados.

## Demografía
El poblado, según el censo de 2017, posee una población de 3.686 habitantes, de los cuales 1.905 son hombres y 1.781 son mujeres. Para 2002 la población total era de 831 habitantes, lo que da cuenta de un gran crecimiento demográfico.

## Atractivos

### Acantilados Federico Santa María
Corresponde a una zona costera de alto valor ambiental que posee una superficie aproximada de 295 hectáreas. Debe su nombre al empresario y filántropo Federico Santa María, quien donó los terrenos en 1915 para la generación de un parque de recreación. Cuenta con una importante flora relacionada con la concentración de distintos ecosistemas en el lugar, destacándose especies de ambiente precordillerano como el oreganillo, de ambientes húmedos como la hierba del pasmo y de ambientes costeros como la pata de guanaco, entre otras. Existen también especies amenazadas y vulnerables con el quisco costero y la añañuca. En cuanto a la fauna podemos encontrar especies amenazas como el coipo, el zorro chilla, la culebra de cola larga, el chungungo, la güiña y la torcaza.
La riqueza ambiental descrita anteriormente convierte la zona en un punto estratégico de conservación de la biodiversidad, catalogándose como un sitio prioritario en la región en el marco de la Estrategia Nacional para la Conservación de la Biodiversidad establecida por la Comisión Nacional del Medio Ambiente. Es por esto que en 2006 fue declarado monumento nacional bajo la categoría de Santuario de la Naturaleza.
Es parte también del proyecto de conservación la creación del Parque Quebrada Verde, de carácter público administrado por la Municipalidad de Valparaíso. El lugar cuenta con 9 kilómetros de senderos, miradores con vista hacia los acantilados entre la playa de Laguna Verde y el faro Punta Ángeles, zonas de recreación, un circuito de esculturas, un anfiteatro para eventos y zonas de pícnic.

### Las Docas
Es una playa ubicada a 10 kilómetros al sur del poblado de Laguna Verde, destacada por su belleza. Tiene una longitud de alrededor de 400 metros, alcanzando un ancho de hasta 80 metros.

### Faro Curaumilla
Fue uno de los primeros faros del país, inaugurado en 1893 y tenía una casona, este en parte aun se conserva y es un hermoso lugar para conocer y tomarse fotos y sin duda disfrutar de sus acantilados.

### Las Turbinas
Fueron parte de la termoelectrica de Laguna Verde, hoy en día estas hermosa ruinas dan un paisaje único y también de abandono, pero especial para caminatas, creadas en 1901 para la red de tranvías de valparaiso, en 1997 fue dañada por un aluvion y desde ahí saqueada y desmantelada.

### Radio Laguna
Proyecto local,primera radio del valle de laguna verde, sin fines de lucro que transmite para el poblado en 102.3 FM y señal on line,cuenta con su sitio web http://www.radiolaguna.cl
proyecto nacido post estallido social y reforzado en pandemia y conservado en el tiempo.